# رونیکا هاجز
رونیکا هاجز (انگلیسی: Roneeka Hodges؛ زادهٔ ۱۹ ژوئیهٔ ۱۹۸۲) بازیکن بسکتبال اهل ایالات متحده آمریکا است.
از باشگاه‌هایی که در آن بازی کرده‌است می‌توان به آتلانتا دریم اشاره کرد.
وی در مسابقات کشوری و بین‌المللی در مجموع برندهٔ ۱ مدال نقره شده‌است.